# 五星红旗迎风飘扬2
《五星红旗迎风飘扬2》是浙江长城影视有限公司、湖南广播电视台在2012年3月开始拍摄的中华人民共和国历史题材、主旋律电视剧，亦是《五星红旗迎风飘扬》的续集。2012年11月中旬，中共十八大期间，作为全国十部中共十八大献礼剧之一，在央视八套和湖南卫视播出。

## 制作过程
2011年初，《五星红旗迎风飘扬》作为主旋律电视在中央电视台播出后取得成功。由此，主旋律电视剧首次创作续集。创作初期，浙江广播电影电视局将《五星红旗迎风飘扬2》列为2011年度优秀浙产电视剧创作生产扶持项目，中共浙江省委宣传部列为“文化精品工程”作品。
2012年3月18日，本剧与浙江长城影视有限公司拍摄的另一部电视剧《五台山抗日传奇之女兵排》同时在横店影视城举行开机仪式。中宣部、国家广电总局列入全国十部中共十八大重点献礼剧。此外，亦是中美建交40周年、中日建交40周年、毛泽东诞辰120周年的献礼剧。中央电视台列为重点片、湖南卫视购得首轮上星版权。
2012年11月7日，在北京市举行电视剧开播前的发布会。主演唐国强、孙维民、卢奇、黄薇出席活动。相关报道指本剧将于中共十八大期间，即11月12日在中央电视台播出。11月中旬，已在央视八套和湖南卫视播出。
2012年12月18日，浙江广播电影电视局在杭州市举办“重大革命历史题材电视剧《五星红旗迎风飘扬2》研讨会”。国家广电总局、中央电视台、湖南电视台、重大革命历史题材领导小组、中共浙江省委宣传部、中共杭州市委宣传部等机构领导、专家，以及剧组主创出席研讨会。总策划赵锐勇在会上表示，《五星红旗迎风飘扬2》从前期策划和编剧阶段就投入了大量人力、物力，扎实采访，全剧采用了高度纪实与艺术化相结合的手法，580多位剧中人物无一虚构，涉及数十个国家和地区的历史事件无一虚构，并适当淡化或回避了一些历史敏感问题，使这段很难表现的历史时期得以完整呈现，是重大革命历史题材创作的一大创新。

## 制作人员
- 总策化：赵锐勇[4]
- 导演：刘光[4]

## 演员
- 唐国强 饰 毛泽东。唐国强首次饰演83岁的毛泽东[3]。
- 孙维民 饰 周恩来
- 卢　奇 饰 邓小平
- 黄　薇 饰 邓颖超
- 马晓伟 饰 蒋介石
- 刘　欣 饰 蒋经国
- 迟　帅 饰 钱学森
- 蒋林静 饰 蒋　英
- 由立平 饰 林　彪

## 剧情
剧情以毛泽东、周恩来后半生，中华人民共和国建国至改革开放期间发生的重大历史事件为主。涉及克什米尔公主号事件、九一三事件、中华人民共和国恢复联合国合法席位、中美关系改善、中日建交、粉碎四人帮等诸多历史事件。

## 与历史不符之处
- 第33集，蔣經國向父亲蒋介石询问，是否拦截准备首次穿越台湾海峡的中共军舰编队时。蒋介石反问，难道你不知道现在西沙战事吃紧吗？并表示要打开所有照明灯为中共军舰送行。此段故事即中国文史、网络流传的偽史——西沙战事紧。